# Роузен Бар
Роузен Чери Бар (енгл. Roseanne Cherrie Barr; Солт Лејк Сити, 3. новембар 1952) америчка је глумица, комичарка, сценаристкиња, продуценткиња и бивша кандидаткиња за председницу. Позната је по улози Роузен Конер у серији Роузен (1988—1997; 2018). Добитница је награде Еми и Златни глобус.

## Филмографија

### Филм
| Улоге Роузен Бар |                                           |               |           |          |
| Година           | Српски назив                              | Изворни назив | Улога     | Напомена |
| 1989.            | Ђаволица                                  |               | Рут Пачет |          |
| 1991.            | Страва у Улици брестова 6: Фреди је мртав |               | жена      |          |

### Телевизија
| Улоге Роузен Бар |                             |               |                    |              |
| Година           | Српски назив                | Изворни назив | Улога              | Напомена     |
| 1988—1997; 2018. | Роузен                      |               | Роузен Харис Конер | главна улога |
| 1994.            | Општа болница               |               | Џенифер Смит       | 1 епизода    |
| 1997.            | Трећи камен од Сунца        |               | Џенет              | 2 епизоде    |
| 1997.            | Дадиља                      |               | Шејла              | 1 епизода    |
| 2006.            | Зовем се Ерл                |               | Мили Бенкс         | 1 епизода    |
| 2013.            | У канцеларији               |               | Карла Ферн         | 2 епизоде    |
| 2013—2014.       | Млади мутанти нинџа корњаче |               | Кранг (глас)       | 6 епизода    |